# Grodzisko w Błotnicy
Grodzisko w Błotnicy – grodzisko w Błotnicy. W miejscowej gwarze miejsce nazywane Starą Błotnicą.

## Historia
Jego powstanie datuje się na II połowę XIII wieku. Zadaniem grodu było strzec granicę z Księstwem Nyskim oraz drogę handlową po obu stronach Nysy Kłodzkiej wraz z grodziskiem w Chałupkach. Prawdopodobnie było podległe grodziskowi w Chałupkach, ponieważ tam znajdowała się kasztelania Piotra z Lubnowa. Dodatkowym w linii prostej względem grodziska w Błotnicy i Chałupkach jest grodzisko Mogradel niedaleko złotostockiej kolonii i Płonicy. Nie jest potwierdzone, że grodziska działały w tym samym okresie czasu.

## Charakterystyka
Grodzisko jest w kształcie prostokąta o bokach 18 × 14,5 m. Otoczone jest fosą o kilkumetrowej szerokości. Wał zamkowej fosy po zewnętrznej stronie otoczony był wodami sztucznie utworzonego stawu. Staw rozciągał się wokół zamku kilkusetmetrowym pasem.